# Harald Svensson (pianist)
Harald Svensson född 1954, är en svensk pianist och kompositör. Spelade på 70-talet med bl.a. trombonisten Eje Thelin och i grupperna Egba, Resa och den funkinspirerade ensemblen Häxmjölk under ledning av gitarristen Jan Tolf. Senare medlem i jazzgruppen "Entra" tillsammans med Anders Jormin bas, Staffan Svensson trp, Thomas Gustafsson sax, samt Audun Kleive tr. 1998 utgav Rikskonserters skivbolag Caprice CD'n Vanished into the Blue som var det årets bidrag till "Jazz i Sverige". Under 2000-talet aktiv som ledare av improvistionsgruppen "Priming Orchestra" och medlem av Peps Blodsband. Från 2012 och framåt har Harald Svenssons musik i huvudsak präglats av ett friare improvisatoriskt tonspråk med det akustiska pianot som verktyg i mindre ensembler, bl.a. i samarbete kontrabasisten Nina de Heney, men också som solist.
Som kompositör har han bl.a. skrivit musik för jazzensembler, slagverksenemblen Kroumata. Han har även komponerat för kör och i samarbete med dansaren Carmen Olsson komponerat elekroakustisk musik till ett flertal dansföreställningar.

## Diskografi
i eget namn:
- Tractus (Amigo 1976)
- Piano (Dragon 1984)
- Vanished Into The Blue. (Caprice, Jazz i Sverige 1998)
- Priming Orchestra (GAC 2006)
- Deep Blue (GAC 2010)
- Undecet. Sketches an Fancies (Footprints 2019

som sideman i urval:
- Egba (Grammofonverket 1974)
- Eje Thelin Group (Caprice, Jazz i Sverige 1974)
- Resa, Cozy Square (Sonett 1975)
- Eje Theli Group Live-76 (Caprice)
- Häxmjölk, Eskimo Heat (Metronome 1976)
- Egba, Live at Montmartre (Sonett 1977)
- Egba, Amigos Latinos (Sonett 1978)
- Eje Thelin Group, Hypothesis (Musicians Record 1978)
- Eje Thelin, Bits & Pieses (Phono Suecia 1980)
- Resa, Lycklig Mardröm (Caprice 1980)
- Entra Camaleon (Caprice, Jazz i Sverige 1981)
- Entra Live (Dragon 1983)
- Entra Love (Dragon 1984)
- Entra Lust (Discreet 1986)
- Anders Jormin, Eight Pieces Dragon 1988)
- Entra Live Lights (Timeless 1989)
- Entra, Ballet (LJ-records 1992)
- Anders Jormin, Jord (Dragon 1995)
- Entra In Consert (LJ-records 1998)
- Dan Berlund, Liv och Dikt (Kakafon Records 2024)